# Тарасенко Андрій Миколайович
Андрі́й Микола́йович Тара́сенко — майор служби цивільного захисту ДСНС.

## З життєпису
З 2001 року працював в пожежно-рятувальній службі. Заступник начальника частини аварійно-рятувальних та спеціальних робіт, аварійно-рятувальний загін спеціального призначення ГУ ДСНС України, Київ.
Загинув 9 червня 2015-го під час пожежі під Васильковом.

## Нагороди
За особисту мужність і героїзм, виявлені у захисті державного суверенітету та територіальної цілісності України, вірність військовій присязі під час бойових дій та при виконанні службових обов'язків, відзначений — нагороджений
- 13 серпня 2015 року — орденом «За мужність» ІІІ ступеня (посмертно).